# Theloderma moloch
Theloderma moloch es una especie de anfibio anuro de la familia Rhacophoridae. Habita en el noroeste de India y, posiblemente (aunque podría tratarse de otra especie), también en Bután y el Tíbet (China). 
Esta especie se encuentra en peligro de extinción por la pérdida de su hábitat natural.